# Blankenau
Blankenau is een plaats in de Duitse gemeente Hosenfeld, deelstaat Hessen, en telt 763 inwoners (2005).